# Chiesa del Santissimo Salvatore e Maria Santissima Assunta
La chiesa del Santissimo Salvatore, nota anche come chiesa di Santa Maria Assunta, è la parrocchiale di Paciano, in provincia di Perugia e arcidiocesi di Perugia-Città della Pieve; fa parte della zona pastorale VII.

## Storia
La prima citazione d'una chiesa dedicata alla Vergine Assunta a Paciano risale al 1014 ed è contenuta in un diploma di Enrico II il Santo, in cui si legge che l'imperatore la cedette al monastero benedettino di Farneta; nel XIV secolo, in seguito allo spostamento del paese, la chiesa ottenne il titolo di curaziale.
Della chiesa pacianese si hanno poi ulteriori menzioni nel catasto del 1489 e nell'estimo redatto nel 1493; probabilmente nel XVII secolo fu condotto un intervento di ricostruzione, dato che il 21 aprile 1697 venne celebrata da monsignor Carlo Muti la consacrazione.

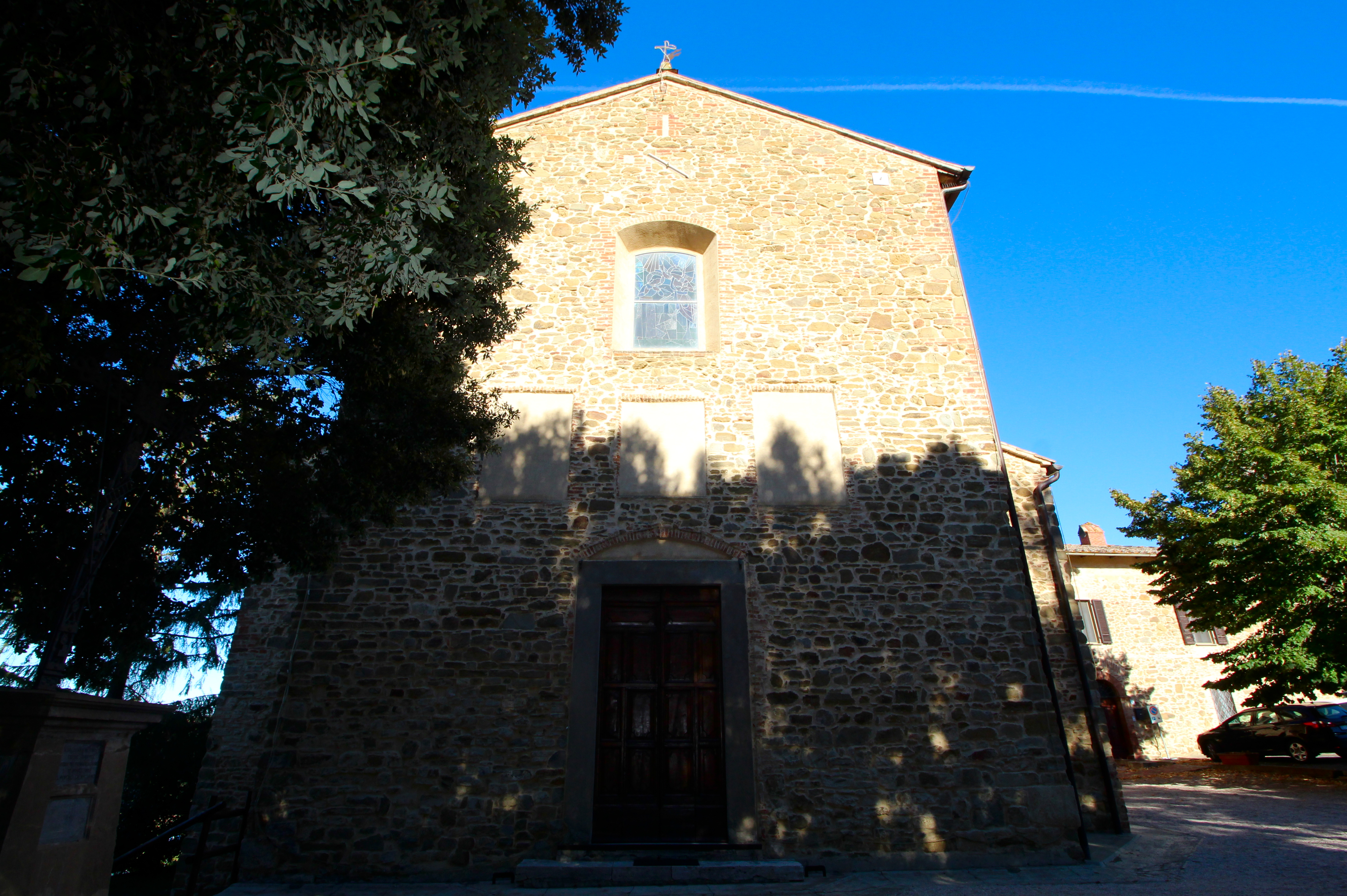
La facciata

Nel 1798 fu deliberato di riedificare la struttura; i lavori, partiti nel 1799 e finanziati da don Giulio Cesare Polidori, vennero terminati nel 1819 e portarono all'innalzamento il tetto, all'apertura di alcune nuove finestre, l'ingrandimento delle cappelle laterali, alla costruzione della volta, dell'abside e del campanile. Un ulteriore intervento di rimaneggiamento fu condotto nel 1828 per interessamento di don Gregori, come si legge nel documento che recita le parole "in ampliorem formam redegit excoluit A.D. MDCCCXXVIII".
Nel 1904, dopo la demolizione della precedente torre campanaria ormai fatiscente, venne eretto il nuovo campanile, disegnato da Ercole Crescenzi e Vincenzo Marchettoni; nel 1928 la chiesa fu danneggiata da un incendio e nel 1931 venne quindi completamente ristrutturata. 
Nel 2005 fu condotto un nuovo intervento di ristrutturazione, che portò alla posa del nuovo pavimento e al consolidamento delle fondamenta, della volta e delle pareti perimetrali.

## Descrizione

### Esterno
La facciata a capanna in pietra non è intonacata. Al centro è collocato il portale d'ingresso, delimitato da una cornice architravata in arenaria riportante in sommità l'incisione AD 1819 e sormontato da un arco in mattoni a vista che racchiude una lunetta schiacciata. Più in alto si trovano tre aperture murate di dimensioni diverse e sopra queste la finestra strombata che porta luce all'aula. Al culmine degli spioventi sul tetto è posto un piccolo pinnacolo seicentesco che regge la croce di ferro.

### Interno
L'interno dell'edificio si compone di un'unica navata, sulla quale si aprono quattro cappelle; l'aula è coperta da una volta a botte e le sue pareti sono scandite da lesene sorreggenti la trabeazione. Sul fondo si sviluppa il presbiterio, chiuso dall'abside di forma semicircolare.